# Jezioro Grażymowskie Wschodnie
Jezioro Grażymowskie Wschodnie – jezioro położone w Polsce w gminie Prabuty w powiecie kwidzyńskim w województwie pomorskim. Powierzchnia jeziora wynosi 65,8 ha, jest ono jeziorem płytkim, średnia głębokość wynosi 1,4 m. Jezioro to składa się z dwóch części, połączonych ze sobą wąskim przesmykiem. Brzegi jeziora są trudno dostępne z uwagi na ich zabagnienie i trzęsawiska. Dno pokryte jest grubą warstwą mułu. Jezioro Grażymowskie Wschodnie należy do jezior szybko zarastających. Połączone jest wąskim kanałem o długości ok. 0,5 km z jeziorem Grażymowskim Zachodnim. Oba jeziora Grażymowskie są bardzo interesującymi zbiornikami wodnymi pod względem wędkowania oraz naturalnych, niezagospodarowanych, wręcz dziewiczych brzegów.